# چشمه عشاق
چشمه عشاق فیلمی به کارگردانی  و نویسندگی صمد صباحی محصول سال ۱۳۳۹ است.

## بازیگران
- ویگن
- تهمینه
- رضا کریمی
- میلانی
- دیانا